# Small Faces
Small Faces fou una banda de rock anglesa popular a la dècada dels seixanta, liderada pel guitarrista i cantant Steve Marriott. Van ser un dels principals representants musicals del moviment mod, disputant-se sempre aquest lloc amb The Who. Apart de Marriott, la banda la completaven el baixista Ronnie “Plonk” Lane, el teclista Ian “Mac” McLagan i el bateria Kenney Jones. Malgrat que inicialment la seva música estava influenciada principalment pel rhythm & blues i el soul americà, es van acabar convertint en un dels grups psicodèlics de més èxit d'Anglaterra abans de la seva ruptura, a principis de 1969.
Tot i que només van estar junts durant quatre anys, des del 1965 al 1969, el llegat musical dels Small Faces es considera com un dels més importants del mod britànic i la música psicodèlica.
Quan Marriott va deixar la banda per formar Humble Pie, la resta de membres originals van formar el 1969 la banda Faces, considerada la successora natural dels Small Faces, en la que incorporaren el cantant Rod Stewart i el guitarrista Ronnie Wood (qui posteriorment es convertí en membre dels Rolling Stones).
Small Faces es va reformar entre els anys 1975 i 1978, donant lloc a dos nous treballs discogràfics, amb resultats molt discrets tant a nivell de crítica com a nivell comercial.

## Història del grup

### Orígens (1963-1965)

#### The Outcasts (1963-1964)
Ronnie Lane i Kenney Jones es van conèixer l'any 1963, a través del germà del primer. Lane -que en aquells moments tenia 16 anys- estava aprenent a tocar la guitarra, mentre que Jones, de 14 anys, havia començat a tocar la bateria. Tots dos tenien interès en muntar una banda de rock, de manera que, juntament amb uns amics de Lane, van decidir formar The Outcasts, amb els quals van estar actuant de manera amateur durant aquell l'any i el següent per l'East End de Londres.
A principis de 1965, Ronnie Lane va decidir canviar d'instrument, i passar de la guitarra al baix elèctric. Acompanyat de Kenney Jones, els dos es van dirigir a la botiga d'instruments J60 Music Bar de Manor Park, al districte de Newham, Londres, amb la intenció de comprar-se un baix. Allà, els dos joves van conèixer Steve Marriott, que treballava a la botiga com a dependent a jornada parcial. Marriott també era músic, i ja havia passat per diverses formacions musicals, d'entre les quals en destacava el grup de R&B The Moments. Fins i tot havia fet carrera com a actor infantil durant la primera meitat de la dècada.
Lane i Jones es van entendre bé amb Marriott, i el van convidar a un concert de la seva banda, The Outcasts, els quals gaudien d'una residència en un pub del barri de Bermondsey (Londres), prop de Tower Bridge.
Durant el concert, Marriott s’emborratxà i, pel fet d'emular Jerry Lee Lewis, acabà destrossant el piano del local, amb la qual cosa el grup va acabar expulsat del mateix i perdent-ne la residència. No obstant, l’incident va servir per establir complicitats entre Marriott, Lane i Jones, els quals van decidir formar una nova banda. Completà la banda inicialment el teclista Jimmy Winston (de nom real, Jimmy Langwith), a qui Marriott ja coneixia de la seva època com a actor. Tots ells eren molt joves; cap d’ells arribava als 20 anys: Winston havia nascut el mes d’abril de 1945; Lane, l’abril de 1946; Marriott, el gener de 1947; i Jones, el més jove de tots, el setembre de 1948.

#### Inicis (1965)
Com a banda van progressar ràpidament, passant d’assajar al Ruskin Arms de Manor Park (propietat dels pares de Winston), a realitzar les seves primeres actuacions a pubs, i d’aquí a fer concerts semiprofessionals en clubs.
El grup va escollir el nom Small Faces (“cares petites”) principalment en referència a la poca alçada dels seus membres, doncs tots ells mesuraven al voltant d’un metre setanta (a excepció de Winston, que era una mica més alt). A més, dins els cercles “mod”, en els quals la banda es va moure des d’un principi, una "cara" feia referència a algú especial, un líder, algú a qui admirar.
Inicialment, el repertori de la banda en directe incloïa clàssics de R&B/soul com "Please, Please, Please" de James Brown, "Stand By Me" de Ben E. King, “Ooh Poo Pah Doo” de Jessie Hill i “Baby Don’t You Do It” de Marvin Gaye, totes elles executades amb molta intensitat. La banda també interpretava les composicions originals "Come on Children" i "E too D”, aquesta darrera associada al consum d'speed. Durant els concerts, Marriott destacava especialment per les seves impressionants habilitats vocals, de la mateixa manera que ho feien els seus herois i models, Otis Redding i Bobby Bland.

### Els anys amb Decca (1965-67)

#### Fitxatge amb Decca i primers dos singles (1965)
El mes de juny de 1965, els Small Faces signaven contracte amb el mànager Don Arden, el qual els aconseguí de seguida fitxar per la discogràfica Decca Records. El contracte amb Arden, entre altres coses, garantia a cada membre del grup una paga de 20 lliures esterlines setmanals (que, a la llarga i tenint en compte els èxits que acabarien assolint, resultà clarament insuficient) i un generós compte a les millors botigues de moda masculina de Carnaby Street. No obstant, per desconeixement i inexperiència dels joves membres del grup, aquests no van arribar a percebre en cap moment drets d'autor per les seves cançons.
El seu single de debut, “Whatcha Gonna Do About It", es publicà el mes d’agost de 1965, i aconseguí arribar al Top 15 britànic. Anys després, Arden va manifestar que ell mateix s’havia encarregat d’arreglar la posició del single a les llistes, a través de pagaments als responsables d’aquestes. Marriott i Lane van ser els creadors de la part instrumental de la cançó, inspirats en el “riff” de "Everybody Needs Somebody to Love" de Solomon Burke, mentre que la lletra fou encarregada per Arden als compositors Iam Samwell (qui havia estat autor del tema “Move it” de Cliff Richard) i Brian Potter.
El segon senzill, “I've Got Mine”, va arribar tres mesos més tard, el novembre de 1965. El tema, original de Marriott i Lane, no aconseguí el mateix èxit comercial que el seu debut, malgrat rebre crítiques favorables a la premsa musical anglesa. Per a promocionar el tema, el grup va aparèixer interpretant-lo al thriller de 1965 Dateline Diamonds. Arden va suposar que la participació de la banda a la pel·lícula els donaria publicitat i que això afavoriria les ventes del nou senzill, però no comptava amb que l’estrena de la pel·lícula s’endarreriria uns quants mesos. Amb tot, "I've Got Mine" no va arribar a entrar a les llistes d’èxits.
Poc després, Jimmy Winston abandonava el grup. En una entrevista de l’any 2000, el bateria Kenney Jones assegurava que Winston va ser expulsat perquè no va poder contenir el seu ego i va intentar competir amb Marriott. Winston, en canvi, afirmava que el motiu de la seva marxa es va deure principalment a conflictes existents entre el seu germà -que treballava com a xofer de la banda- i el manager Don Arden.
Winston va ser substituït per Ian McLagan, teclista que anteriorment havia passat per bandes com The Muleskinners i Boz and the Boz People. McLagan era un teclista més competent que Winston. A més a més, anecdòticament, la seva curta estatura visualment encaixava millor amb la de la resta de membres de la banda. També compartien gustos musicals i sentit de l’humor, amb la qual cosa el nou membre encaixà des del primer moment.

#### Singles d’èxit i primer llarga durada (1966)

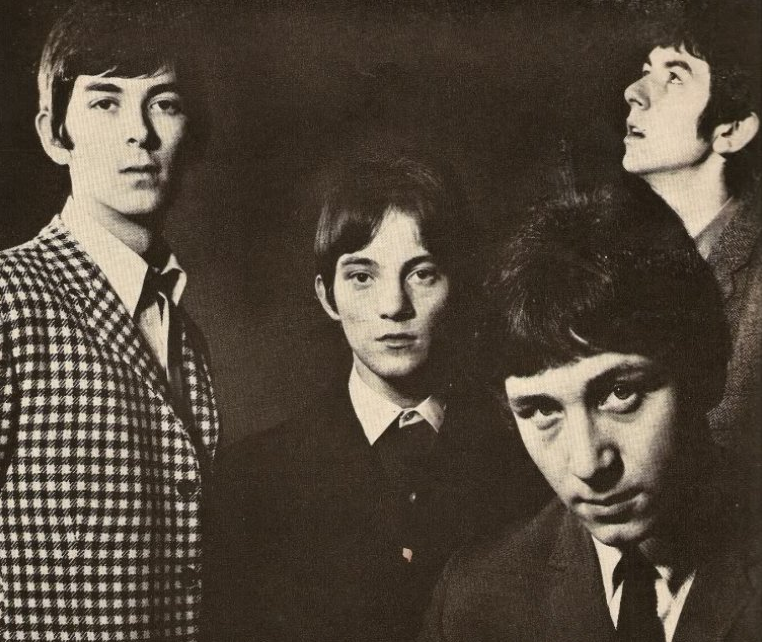
Els Small Faces a l'any 1966 (d'esquerra a dreta) McLagan, Marriott, Jones i Lane

La nova formació va entrar de ple a les llistes amb el seu tercer senzill, "Sha-La-La-La-Lee”, publicat a mitjans de gener de 1966. En aquesta ocasió, per tal d’assegurar l’èxit del nou llançament, Arden va contractar els serveis de Mort Shuman (autor del “Viva Las Vegas” d’Elvis Presley) i Kenny Lynch, com a escriptors externs. “Sha-La-La-La-Lee” va ser un èxit a Anglaterra, arribant al número 3 a la llista nacional de senzills. Malgrat això, l’estil excessivament comercial de la cançó mai va arribar a convèncer als membres del grup, que consideraven que no representava el seu so.
L’èxit del nou single els va comportar un notable augment de popularitat, i els va permetre aparèixer regularment a programes musicals de la televisió anglesa com Ready Steady Go! i Top of the Pops, a més de girar intensament pel Regne Unit i part d’Europa. Per la seva part, Steve Marriott veia com anava esdevenint un “ídol pop” entre la joventut anglesa, la qual cosa acabaria incomodant-lo amb el pas dels anys.
La popularitat assolida pel grup va afavorir la publicació del seu primer disc de llarga durada, anomenat com la banda, Small Faces. El disc aparegué el mes de maig de 1966 i va ser un èxit considerable, arribant al número 3 a la llista nacional d’àlbums al Regne Unit. El treball inclou 12 cançons, entre les quals s’hi troben els singles d’èxit “Whatcha Gonna Do About It” i “Sha-La-La-La-Lee”. També en destaca la inclusió del tema “You Need Loving”, inspirat en el tema «You Need Love» original de Muddy Waters (tot i que als crèdits del disc consta com a composició original de Marriott i Lane) que, al seu torn, va servir d’inspiració a Robert Plant per a la melodia i la lletra del clàssic de Led Zeppelin “Whole Lotta Love”.
El mes de maig de 1966, paral·lelament al disc, també apareixia el quart single del grup, “Hey Girl”, un tema original de Marriott i Lane de caràcter bastant comercial –a petició expressa del seu mànager-, que arribà al número 10 de la llista de senzills al Regne Unit.
Al setembre de 1966, el grup va assolir el seu nivell màxim de popularitat quan el seu cinquè senzill, "All or Nothing" (publicat a principis d'agost), va aconseguir el n.º 1 a la llista de senzills del Regne Unit, tot desbancant el single "Yellow Submarine"/"Eleanor Rigby" dels Beatles. El tema, original de Marriott i Lane, ha esdevingut un dels més reconeguts del grup, i ha estat versionat al llarg dels anys per artistes com UFO, Tygers Of Pan Tang, Manic Street Preachers, Ocean Colour Scene i X.
Amb l'èxit de "All or Nothing", als Small Faces els sorgí l'oportunitat de sortir de gira pels Estats Units amb The Lovin' Spoonful i The Mamas & the Papas; no obstant això, aquests plans es van haver d'anul·lar després que es filtressin els detalls d'una recent condemna per drogues d'Ian McLagan.

#### Trencament amb el mànager Don Arden i la discogràfica Decca (1966)
Tot i ser una de les bandes angleses de l’època amb més ingressos per actuacions en directe, i comptar ja amb diversos senzills d’èxit, els seus membres no gaudien d'una bona situació financera, com a conseqüència de l’abusiu contracte que els lligava amb el seu manager, Don Arden, el qual acaparava la majoria dels beneficis que generava la banda. A més, el ritme de treball que els imposava Arden era excessivament elevat, atès que aquest no els havia deixat mai de considerar un grup d’èxit efímer al qual calia esprémer al màxim mentre aquest èxit durés. Arden, a més, s’havia guanyat una reputació a Anglaterra per la manera -a vegades fregant els límits de la legalitat- de portar els seus negocis, la qual cosa l’havia portat a ser conegut com “The English Godfather” o l’“Al Capone del pop”.
Les tensions amb Arden augmentaren quan aquest decidí publicar, sense el consentiment del grup, un nou single el mes de novembre de 1966, a partir d’una gravació que la banda encara considerava inacabada. El tema en qüestió era “My Mind’s Eye”, que comptava amb una melodia inspirada en la nadala “Els àngels de la Glòria”, i en el qual es començava a apreciar una aproximació del grup cap a la psicodèlia, en un moment en què el moviment mod havia començat a entrar en decadència. El tema arribà al número 4 a la llista de singles del Regne Unit.
Després d'una dura confrontació amb Don Arden, el qual va arribar a informar als pares dels membres del grup que aquests eren consumidors de drogues (la qual cosa no deixava de ser certa, doncs el grup era consumidor habitual d'amfetamines, pròpies de l’estil de vida mod, i a més a més recentment havien descobert l'LSD a través de Brian Epstein, mànager dels Beatles), a finals de 1966 aconseguiren trencar les seves relacions tant amb Arden com amb la discogràfica Decca.
De seguida, els Small Faces van rebre una oferta de l’aleshores nova discogràfica Immediate Records, fundada per l'ex-mànager dels Rolling Stones, Andrew Loog Oldham. Donant-los una gran llibertat als Olympic Studios a Barnes (Londres), la banda va progressar ràpidament, treballant amb l'enginyer Glyn Johns. Fins llavors, sota les ordres de Don Arden, el seu temps als estudis de gravació sempre havia estat molt limitat.

#### Darrers llançaments amb Decca (1967)
Durant la primera meitat de 1967, Decca i Arden van continuar explotant el moment d’èxit assolit pels Small Faces, tot publicant pel seu compte nou material del grup a partir de gravacions que aquests havien deixat enregistrades mentre encara es trobaven sota el seu contracte. Així, al març es publicava el single “I Can’t Make It”, i al maig ho feia “Patterns”. Ambdós llançaments aconseguiren poc èxit comercial, en part perquè la banda va refusar promoure les cançons en disconformitat amb les publicacions.
El juny de 1967, en una maniobra de contraprogramació davant la imminent sortida del primer llarga durada del grup amb Immediate, Arden i Decca publicaven el disc recopilatori From the Beginning, format per 14 cançons, entre les quals s’hi trobaven els singles “My Mind’s Eye”, “Hey Girl”, “All or Nothing”, “Sha-La-La-La-Lee” i “Whatcha Gonna Do About It”.
El disc també incloïa un seguit de cançons descartades pel grup -aparentment demos-, enregistrades entre 1965 i 1966. Els temes més primerencs del disc (“You’ve Really Got a Hold on Me” o “Baby Don’t You Do It”, cantada per l’ex-teclista Jimmy Winston) ens mostren la cara més “mod” de la banda, mentre que els més tardans (“Yesterday, Today and Tomorrow” o “That Man”, ambdós cantats per Ronnie Lane) mostren la banda allunyant-se del seu so inicial i apropant-se cada cop més a la psicodèlia. From the Beginning aconseguí col·locar-se a la posició 17 de la llista d’àlbums del Regne Unit.

### Els anys amb Immediate (1967-69)

#### Primers llançaments amb Immediate (1967)
El primer senzill dels Small Faces amb Immediate Records va ser "Here Come the Nice", original de Marriott i Lane, el qual fou publicat a principis de juny de 1967. El tema va aconseguir eludir la censura –fins i tot per sorpresa dels mateixos membres del grup- malgrat la seva lletra explícita sobre la compra i el consum d'amfetamines. Va aconseguir arribar al número 12 de la llista d’èxits del Regne Unit.
A finals de juny, apareixia el primer llarga durada del grup amb Immediate, titulat Small Faces (al igual que el seu disc de debut, llançat l’any anterior), el qual assolí el número 21 de la llista d’àlbums del Regne Unit. L'àlbum incorpora una barreja d’estats d'ànim i gèneres musicals, que van des de l'R&B de "Talk To You" i la balada blue-eyed soul de "My Way of Giving", al pop barroc de "Show Me the Way" i "Feeling Lonely", el power pop de "(Tell Me) Have You Ever Seen Me" i la psicodèlia de "Green Circles".
En aquesta ocasió, totes les composicions del disc eren originals del grup, principalment obra de Steve Marriott i Ronnie Lane. Ian McLagan també hi aportava un tema propi, “Up the Wooden Hills to Bedfordshire”. Dues de les cançons, “My Way of Giving” i “(Tell Me) Have You Ever Seen Me”, ja havien aparegut –en una versió primerenca- al recopilatori de Decca From the Beginning publicat poques setmanes abans.

#### “Itchycoo Park” i “Tin Soldier” (1967)

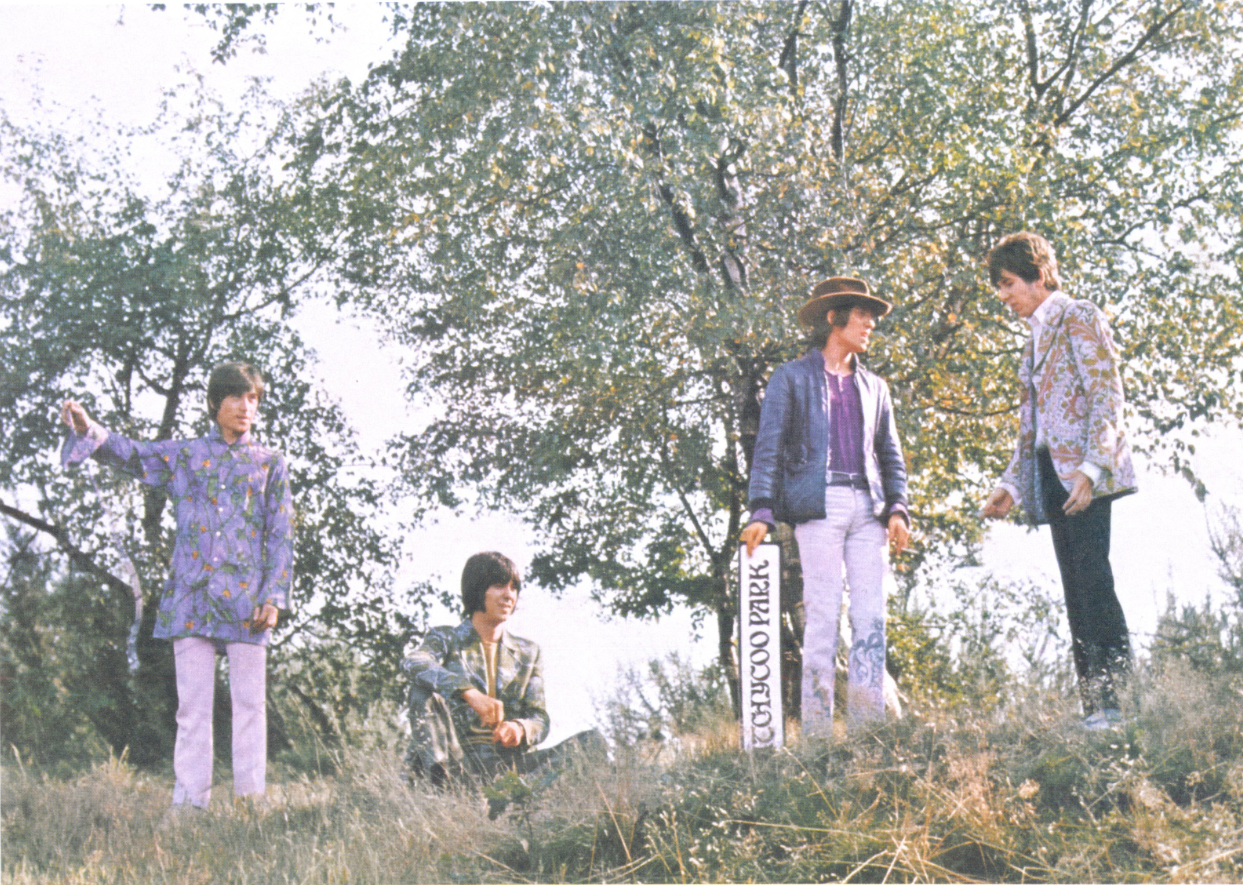
Els Small Faces a l'any 1967 (d'esquerra a dreta) Jones, McLagan, Marriott i Lane

Amb "Itchycoo Park", senzill llançat per Immediate el mes d’agost de 1967, Small Faces aconseguiren entrar per primera vegada en la seva trajectòria a les llistes d’èxit nord-americanes, aconseguint el número 16 el mes de gener de 1968. Al Regne Unit, el tema arribà fins al número 3 de les llistes d’èxits i és, a dia d’avui, una de les cançons més recordades de la banda.
El tema, que de nou inclou referències al consum de drogues, destaca per ser un dels primers en utilitzar la tècnica del phasing o flanging, que consisteix en reproduir dues cintes alhora a diferents velocitats. L’efecte fou desenvolupat per l'enginyer George Chkiantz als Olympic Studios, qui mostrà la tècnica a Glyn Johns, enginyer habitual del grup. En un moment en què la psicodèlia es trobava en ple apogeu a Anglaterra, els Small Faces no dubtaren a l’hora utilitzar l’efecte per al seu nou senzill.
El desembre de 1967, Small Faces publicaren el single "Tin Soldier", una peça del soul-rock inicialment escrita per Marriott per a la cantant nord-americana P.P. Arnold, a qui se la pot distingir fent segons veus als cors. En assolir únicament el n.º 73 als EUA, Immediate Records va decidir abandonar els seus intents de penetrar al mercat americà. A Anglaterra, en canvi, el single arribà a assolir el número 9 a les llistes d’èxits.
El teclista Ian McLagan ha assenyalat en diferents ocasions “Tin Soldier” com el moment àlgid musicalment del grup, del qual se’n sent més orgullós. Amb els anys, “Tin Soldier” ha estat versionat per grups com Quiet Riot, Uriah Heep, The Guess Who, Transatlantic i Scorpions, i per artistes com Lou Gramm, Charly García, Todd Rundgren i Paul Weller.
A principis de 1968 es publicava, exclusivament per al mercat nord-americà, el disc de llarga durada There Are But Four Small Faces, amb un intent d’aprofitar l’èxit assolit allí per el single “Itchycoo Park”. El disc és un recopilatori de temes ja inclosos al disc Small Faces publicat l’any anterior per Immediate, i temes provinents dels singles “Here Come the Nice”, “Itchycoo Park” i “Tin Soldier”. El disc no passà de la posició 178 a la llista d’èxits Billboard 200.

#### Ogdens’ Nut Gone Flake(1968)
El següent senzill de la banda, "Lazy Sunday", llançat l’abril de 1968, era una cançó d'estil music-hall de l'East End londinenc que Immediate va publicar contra els desitjos de la banda, que entenien que la cançó no era representativa del seu so. El tema fou escrit per Steve Marriott com a una broma, inspirat en els problemes que el cantant mantenia habitualment amb els seus veïns. El senzill va arribar al número 2 a les llistes del Regne Unit.
Del tema en destaca el seu to humorístic i irreverent que es manifesten, per exemple, en l'accent cockney de Marriott al llarg de bona part del tema, la cantarella “Root-ti-doo-ti-di-day” de Lane, i les referències –que la banda interpreta mitjançant l’ús de kazoos- a les cançons “Colonel Bogey March” de F.J. Rickets (popular sobretot per la pel·lícula El pont del riu Kwai) i “(I Can’t Get No) Satisfaction” dels Rolling Stones.
“Lazy Sunday” fou el senzill d’avançament del nou disc de llarga durada del grup, Ogdens’ Nut Gone Flake, el qual fou publicat el mes de maig de 1968, després de 5 mesos de treball a l’estudi. El disc, fortament influenciat per la psicodèlia, suposà un nou punt àlgid en la carrera del grup, situant-se en el número 1 de la llista d’àlbums del Regne Unit durant 6 setmanes, entre finals de juny i mitjans d’agost de 1968.
El disc presentava  una innovadora portada circular, la primera d'aquest tipus, dissenyada per semblar una llauna de tabac antiga. El treball es dividia en dues parts: la cara A estava formada per 6 temes originals sense relació temàtica entre ells, mentre que la cara B presentava un conte de fades psicodèlic protagonitzat per “Happiness Stan”, un ingenu personatge obsessionat en esbrinar on va a parar l'altra meitat de la lluna quan aquesta minva. El conte es dividia en 6 cançons, i comptava amb l’actor còmic Stanley Unwin com a narrador entre cançó i cançó.
Tots els temes del disc son composicions originals de Steve Marriott i Ronnie Lane, a excepció de “Long Agos and Worlds Apart”, escrit (i també interpretat) pel teclista Ian McLagan. De l’àlbum en destaquen les rockeres “Song of a Baker” (amb Ronnie Lane a la veu principal) i “Rollin’ Over”, la ja esmentada “Lazy Sunday”, el tema instrumental que dona nom al disc (i que remet al seu senzill de 1965 “I’ve Got Mine”), i la intensa “Afterglow (of Your Love)”, que d’acord amb alguns crítics inclou una de les millors interpretacions vocals de Marriott.
La crítica es mostrà entusiasmada amb l'àlbum, però la banda es va trobar amb que la complexitat del disc el feia era pràcticament impossible de recrear en concert, la qual cosa va generar frustració dins les files del grup. La Cara B d’Ogdens’ Nut Gone Flake es va interpretar en conjunt només una vegada en directe (tot i que amb la part instrumental pre-gravada) a l'estudi del programa de televisió de la BBC “Color Me Pop”, el mes de juny de 1968.
Avui dia, Ogdens’ Nut Gone Flake és àmpliament considerat com un àlbum essencial, especialment dins la psicodèlia dels anys 60, apareixent, per exemple, en el número 59 de la llista dels 100 millors discs britànics elaborat per la revista Q l’any 2000, o en el número 337 de la llista “All Time Top 1000 Albums” confeccionada pel crític musical Colin Larkin l’any 2000.

#### Dissolució iThe Autumn Stone(1968-69)

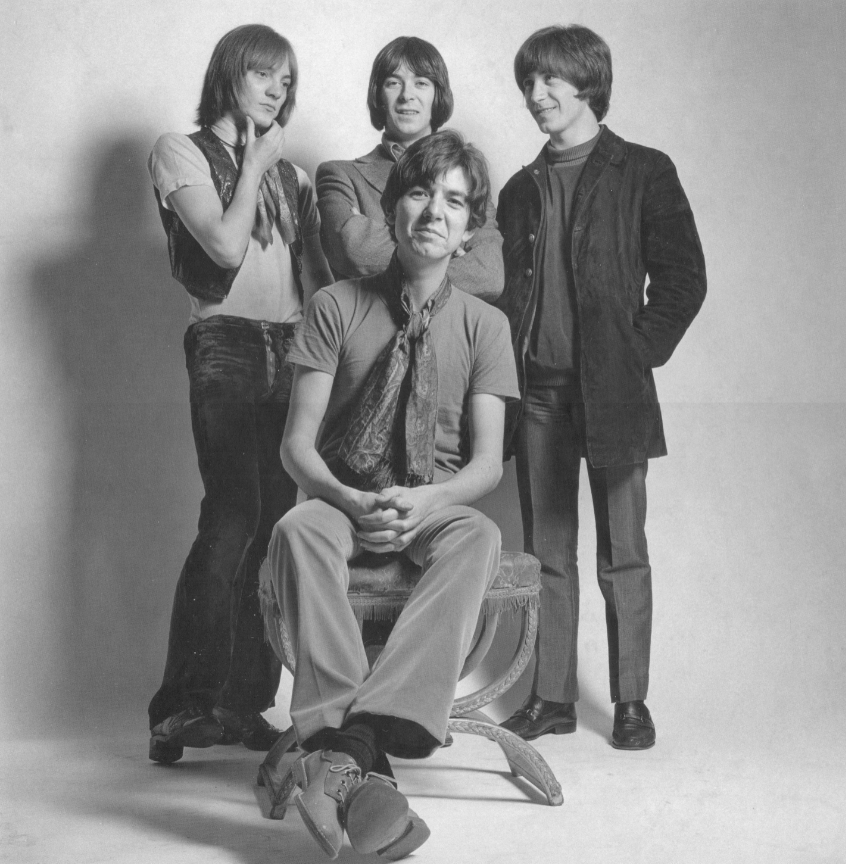
Els Small Faces a l'any 1968 (d'esquerra a dreta) Marriott, McLagan, Lane (al davant) i Jones

A finals de juny de 1968 es publicava el senzill "The Universal", un tema d’estil folk amb tocs de jazz. La cançó es va gravar afegint “overdubs” d'estudi a una pista bàsica que Marriott havia enregistrat en directe amb una gravadora de casset al jardí de seva casa, a Essex (algunes fonts afirmen que es tractava de la casa de Mick Jagger). La pista bàsica incloïa únicament la guitarra acústica de Marriott, la seva veu, i sorolls de fons entre els quals en destacaven els lladrucs dels seus gossos. Curiosament, un dels gossos –Seamus- apareixeria uns anys més tard udolant a la cançó del mateix nom inclosa al disc Meddle del grup Pink Floyd.
La relativa manca d'èxit del senzill a les llistes (núm. 16 al Regne Unit) va decebre a Marriott, que considerava que "The Universal” era la millor cançó que mai havia escrit. Aquesta nova frustració es sumava a les anteriorment esmentades (singles no autoritzats, la impossibilitat de recrear en directe la música enregistrada a l’estudi, la sensació que Small Faces no era considerada com una banda de rock seriosa, etc), i van acabar amb un Marriott desmotivat amb la banda, i sense ganes ni inspiració per compondre.
Al setembre de 1968, Marriott va voler convidar a la banda el jove guitarrista Peter Frampton (aleshores membre del grup The Herd, i amb qui compartia el sentiment de frustració pel fet d’ésser vistos com a ídols juvenils contra la seva voluntat), amb la intenció de reforçar-ne el so i permetre-li centrar-se més en el seu rol com a vocalista. Frampton arribà a aparèixer com a convidat en alguns concerts de Small Faces a l'octubre, però la seva incorporació permanent a la banda es trobà amb l’oposició de Ronnie Lane i Ian McLagan, per desgrat de Marriott.
Les tensions van arribar a un punt màxim el 31 de desembre de 1968 en una actuació de Small Faces a l'Alexandra Palace de Londres, on Marriott va marxar de l'escenari cridant "I quit!” (“Ho deixo!”), de manera que els seus companys de banda es van veure obligats a concloure l'espectacle com van poder. Aquest no seria, però, el darrer concert de la banda, doncs encara tenien dates compromeses fins a principis de març de 1969. Nogensmenys, Marriott ja va començar a planejar el seu futur fora dels Small Faces, i de seguida va contactar amb Peter Frampton amb la intenció de formar amb ell una nova banda. Curiosament, els tres membres restants d’Small Faces, en un primer moment,  també van pensar en Frampton com a substitut de Marriott dins el grup, i fins i tot van arribar a contactar-hi.
Abans de dissoldre el grup, i a instàncies del seu enginyer de so habitual Glyn Johns, a principis de gener de 1969 (tot i que algunes fonts parlen de desembre de 1968) els Small Faces –de nou amb Peter Frampton com a convidat- van viatjar a França per actuar com a banda de suport del cantautor Johnny Hallyday, de cara a la gravació de cinc temes del seu nou disc Rivière... ouvre ton lit.
El darrer concert dels Small Faces va tenir lloc el dia 8 de març de 1969 a l’Springfield Theatre de Jersey, Regne Unit. Un dia abans, Immediate Records havia publicat el single “Afterglow (Of Your Love)”, amb la rockera “Wham Bam Thank You Mam” a la cara B. El tema, extret del disc Odgens’ Nut Gone Flake, arribà al número 36 de les llistes de senzills al Regne Unit.
A finals de 1969, ja amb el grup dissolt, Immediate publicava un àlbum pòstum, The Autumn Stone, amb rareses, temes inèdits (inicialment enregistrats de cara a un nou treball d’estudi, que aparentment s’havia d’anomenar 1862), temes en directe (enregistrats en un concert a Newcastle upon Tyne, Anglaterra, el mes de novembre  de 1968), i alguns dels seus singles més reeixits tant de l’època Immediate (“Here Come the Nice”, “Itchycoo Park”, “Tin Soldier”...) com de l’època Decca (“Whatcha Gonna Do About It”, “Hey Girl”, “All Or Nothing”...).
En una entrevista de l’any 2001, el bateria Kenney Jones reflexionava: “Tant de bo haguéssim estat una mica més madurs en aquell moment. [...]. Tant de bo haguéssim estat més com The Who en el sentit que quan tenen problemes es mantenen units fins que els han superat”. En aquest sentit, cal remarcar que el moment de dissolució de la banda, a març de 1969, els seus membres continuaven essent sorprenentment joves: Jones tenia tot just 20 anys, Marriot i Lane 22, i McLagan 23.

### Hiatus (1969-1975)
Després de la separació de Small Faces, Lane, Jones i McLagan es van unir amb dos antics membres del Jeff Beck Group, el cantant Rod Stewart i el guitarrista Ronnie Wood, per formar el grup Faces. El grup va estar en actiu durant la primera meitat dels anys 70, fins que l’any 1975 Stewart va decidir centrar-se exclusivament en la seva carrera en solitari, i Wood entrà a formar part dels Rolling Stones.
Per la seva part, Marriott va formar el grup de rock dur Humble Pie amb Peter Frampton, Greg Ridley (de Spooky Tooth) i Jerry Shirley (dels Apostolic Intervention). Inicialment, el grup va assolir un gran èxit als EUA i el Regne Unit, però Humble Pie es va separar el 1975 a causa de la manca d'èxit posterior a les llistes.

### Reunió (1975-1978)
Després de la ruptura dels Faces el 1975, la formació original dels Small Faces es va reformar breument per filmar un vídeo promocional pel tema "Itchycoo Park", aleshores reeditat, amb el qual aconseguiren tornar a les llistes d’èxit angleses, el desembre de 1975. El grup va intentar gravar junts de nou, però Lane va marxar després del primer assaig a causa d'una discussió causada pel seu erràtic comportament. Els seus companys ho desconeixien, però el baixista tot just estava començant a mostrar els símptomes de l'esclerosi múltiple que finalment va acabar amb la seva vida l’any 1997.
Tot i la marxa de Lane, McLagan, Jones i Marriott van decidir continuar junts com a Small Faces, reclutant l'ex-baixista de Roxy Music Rick Wills. Amb aquesta formació, Small Faces va enregistrar dos àlbums, Playmates (1977) i 78 in the Shade (1978), publicats per Atlantic Records. El guitarrista Jimmy McCulloch també es va unir breument a aquesta formació, a finals de 1977, després de deixar Wings.
Els àlbums de reunió resultaren poc inspirats, i van ser fracassos tant crítics com comercials. A més, l’escena musical britànica, amb l'arribada del punk rock, havia canviat molt i semblava que ja no hi havia lloc per una banda com els Small Faces. Amb tot, el grup decidí separar-se de nou el 1978.

### Després dels Small Faces (1978-)
Kenney Jones es va convertir en el bateria de The Who després de la mort de Keith Moon, l’any 1978, i va continuar treballant amb aquesta banda fins a finals de la dècada de 1980. A principis dels  90, va formar part de l'efímera banda The Law, al costat de Paul Rodgers. També ha treballat en diverses ocasions com a músic de sessió. El seu treball més recent inclou una banda que va formar i que va anomenar The Jones Gang. A dia d'avui, és l'únic membre supervivent de la formació clàssica dels Small Faces i és qui, en pròpies paraules, "manté la flama encesa del grup".
Ian McLagan va continuar actuant amb artistes com Chuck Berry, Lucinda Williams, Bonnie Raitt, Bruce Springsteen, Bob Dylan, Rolling Stones i Billy Bragg, entre molts altres. També va editar diversos discs en solitari. El 3 de desembre de 2014 va morir d’un ictus a Austin, Texas, a l’edat de 69 anys.
Steve Marriott va reformar Humble Pie de 1980 a 1982, publicant dos nous treballs discogràfics. Juntament amb Ronnie Lane, va formar una nova banda anomenada Majik Mijits l'any 1981, però l'àlbum resultant d'aquesta reunió no va veure la llum fins a l'any 2000. En els seus últims anys, desil·lusionat de la indústria de la música, va donar l'esquena a les discogràfiques i es va mantenir en relativa foscor. El seu aspecte físic també havia deteriorat molt, i distava molt de la icona mod que havia estat a mitjans de la dècada dels 60. El 20 d'abril de 1991, Marriott va morir mentre dormia quan un incendi, causat per un cigarret, va arrasar la seva casa a Essex, Anglaterra. Tenia 44 anys. La seva mort va arribar només uns dies després d'haver començat a treballar en un nou àlbum als Estats Units amb el seu antic company de Humble Pie, Peter Frampton.
La carrera discogràfica de Ronnie Lane es va veure reduïda pels efectes de l'esclerosi múltiple. Als anys 70 va publicar discs amb la seva banda Slim Chance, i discs col·laboratius amb Ronnie Wood (Mahoney's Last Stand, 1978), Pete Townshend (Rough Mix, 1977) i Steve Marriott (l'abans esmentat The Legendary Majik Mijits). Es va traslladar als Estats Units i va continuar actuant en directe fins a principis de la dècada de 1990. Lane va morir a casa seva a Trinidad, Colorado, el 4 de juny de 1997, després de lluitar contra l'esclerosi múltiple durant gairebé 20 anys. Tenia 51 anys.

## Llegat

### Influència
Els Small Faces son un dels grups imprescindibles dins el moviment mod dels anys 60 a Anglaterra. Habitualment, se'ls acostuma a citar al costat dels Who com el grup més representatiu del moviment. De la mateixa manera, els Small Faces representen com poques altres bandes l'esperit del Swinging London que va esdevenir a la capital anglesa a mitjans de la dècada, sobretot pel seu gust per la moda i la contemporaneïtat de la seva música.
El catàleg dels Small Faces inclou algunes de les millors peces de pop-rock dels anys 60. La seva música continua influenciant artistes rock i pop d’arreu del món. Per posar només un exemple, la revista Billboard, afirmava l’any 2002 que «The Small Faces és una banda el llegat de la qual sembla créixer com a llegenda any rere any. Contemporanis britànics dels Beatles i dels Rolling Stones, la seva carrera va ser curta (quatre anys), però la gran qualitat de la seva producció ha fet que el seu catàleg continuï sent estimat tant pels músics com pel públic.»
Artistes com David Bowie, Paul Weller, Led Zeppelin i Ocean Color Scene -entre molts altres- han citat els Small Faces com una influència important en la seva carrera. Alguns periodistes musicals assenyalen els Small Faces com una de les influències significatives d'alguns dels grups que van protagonitzar el moviment britpop als anys 90, com ara Pulp, Blur o Oasis. D'altres també han apreciat una influència dels Small Faces en la banda de punk rock anglesa Sex Pistols.

### Honors i premis
L’any 1996, els Small Faces van rebre el premi "Lifetime Achievement" d'Ivor Novello per a la contribució excepcional a la música britànica.

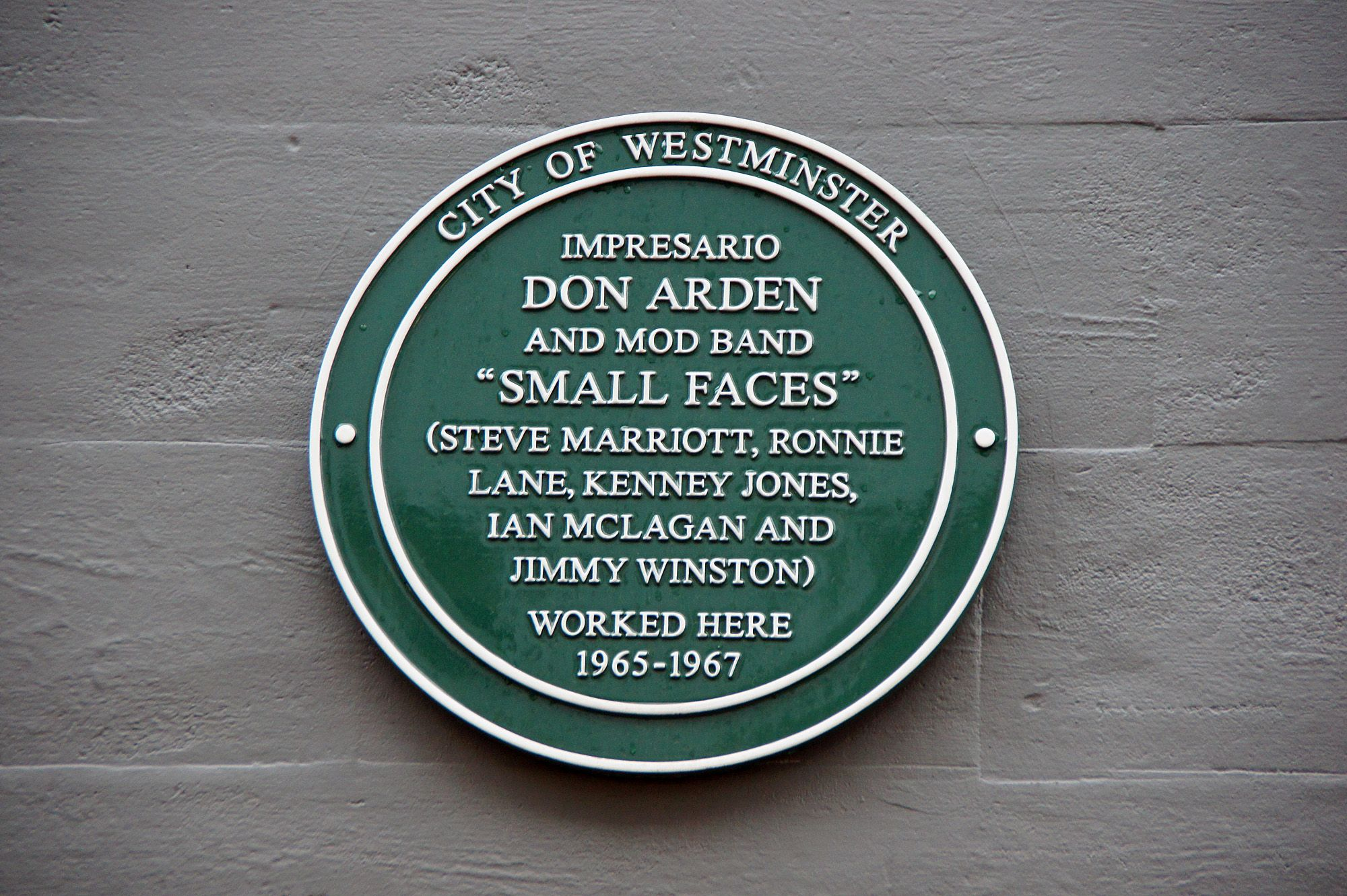
Placa en honor als Small Faces a Carnaby Street

El setembre de 2007, una placa commemorativa dels Small Faces i Don Arden, emesa per l’Ajuntament del districte de Westminster (Londres), va ser descoberta en la seva memòria a Carnaby Street, al lloc on Arden tenia les seves oficines com a mànager dels Small Faces. Kenney Jones i Jimmy Winston, primer teclista de la banda, foren els encarregats de descobrir la placa.
El desembre de 2011, els Small Faces (juntament amb els Faces) van ser anunciats com a nous membres del “Rock and Roll Hall of Fame”, al costat de grups com Guns N’Roses i Red Hot Chili Peppers. La cerimònia va tenir lloc l’abril de 2012. El guitarrista de la E-Street Band, Steven Van Zandt, fou l’encarregat de pronunciar el discurs d’inducció de la banda. Els membres induïts foren Steve Marriott, Ronnie Lane, Ian McLagan, Kenney Jones, Rod Stewart i Ronnie Wood (aquests dos últims, com a membres de Faces).

## Membres

### Formació clàssica[65]
- Steve Marriott – veu, guitarra, harmònica, teclats (1965-1969, 1975-1978)
- Ronnie Lane – baix, veu, guitarra (1965–1969, 1975)
- Ian McLagan – teclats, veu (1965–1969, 1975–1978)
- Kenney Jones – bateria, percussió (1965–1969, 1975–1978)

### Altres membres[65]
- Jimmy Winston – teclats, veu (1965)
- Rick Wills – baix, veus (1976-1978)
- Jimmy McCulloch – guitarra, veus (1977)

## Discografia
Àlbums d'estudi
1. | • Small Faces (1966)                                                                                                                                                                                                                                                                                                                                                                                                                                                                                                                                                                                                                                                                                         |
| --- |
| (Decca Records) Cara 1 1. «Shake» (Sam Cooke) – 2:55 2. «Come on Children» (Kenney Jones, Ronnie Lane, Steve Marriott, Jimmy Winston) – 4:20 3. «You Better Believe It» (Kenny Lynch, Jerry Ragovoy) – 2:19 4. «It's Too Late» (Jones, Lane, Marriott, Winston) – 2:37 5. «One Night Stand» (Lane, Marriott) – 1:50 6. «Whatcha Gonna Do About It» (Ian Samwell, Brian Potter) – 1:59 Cara 2 1. «Sorry She's Mine» (Lynch) – 2:48 2. «Own Up Time» (Jones, Lane, Marriott, Ian McLagan) – 1:47 3. «You Need Loving» (Lane, Marriott) – 3:59 4. «Don't Stop What You're Doing» (Jones, Lane, Marriott, Winston) – 1:55 5. «E Too D» (Lane, Marriott) – 3:02 6. «Sha-La-La-La-Lee» (Lynch, Mort Shuman) – 2:56 |
2. | • Small Faces (1967)                                                                                                                                                                                                                                                                                                                                                                                                                                                                                                                                                                                                                                                                                                                                                                                 |
| --- |
| (Immediate Records) Cara 1 1. «(Tell Me) Have You Ever Seen Me?» (Steve Marriott, Ronnie Lane) – 2:16 2. «Something I Want to Tell You» (Marriott, Lane) – 2:10 3. «Feeling Lonely» (Marriott, Lane) – 1:35 4. «Happy Boys Happy» (Marriott, Lane) – 1:36 5. «Things Are Going to Get Better» (Marriott, Lane) – 2:39 6. «My Way of Giving» (Marriott, Lane) – 1:59 7. «Green Circles» (Marriott, Lane, Michael O'Sullivan) – 2:46 Cara 2 1. «Become Like You» (Marriott, Lane) – 1:58 2. «Get Yourself Together» (Marriott, Lane) – 2:16 3. «All Our Yesterdays» (Marriott, Lane) – 1:53 4. «Talk to You» (Marriott, Lane) – 2:09 5. «Show Me The Way» (Marriott, Lane) – 2:08 6. «Up the Wooden Hills to Bedfordshire» (Ian McLagan) – 2:05 7. «Eddie's Dreaming» (Marriott, Lane, McLagan) – 2:54 |
3. | • There Are But Four Small Faces (1968)                                                                                                                                                                                                                                                                                                                                                                                                                                                                                                                                                                                                                     |
| --- |
| (Columbia Records) Cara 1 1. «Itchycoo Park» (Steve Marriott, Ronnie Lane) – 2:44 2. «Talk to You» (Marriott, Lane) – 2:09 3. «Up the Wooden Hills» (Ian McLagan) – 2:05 4. «My Way of Giving» (Marriott, Lane) – 1:59 5. «I'm Only Dreaming» (Marriott, Lane) – 2:21 6. «I Feel Much Better» (Marriott, Lane, McLagan) – 3:55 Cara 2 1. «Tin Soldier» (Marriott, Lane) – 3:16 2. «Get Yourself Together» (Marriott, Lane) – 2:16 3. «Show Me The Way» (Marriott, Lane) – 2:08 4. «Here Come The Nice» (Marriott, Lane) – 2:54 5. «Green Circles» (Marriott, Lane, Michael O'Sullivan) – 2:46 6. «(Tell Me) Have You Ever Seen Me?» (Marriott, Lane) – 2:16 |
4. | • Ogdens' Nut Gone Flake (1968)                                                                                                                                                                                                                                                                                                                                                                                                                                                                                                                                                                                            |
| --- |
| (Immediate Records) Cara 1 1. «Ogdens' Nut Gone Flake» (Steve Marriott, Ronnie Lane) – 2:26 2. «Afterglow» (Marriott, Lane) – 3:31 3. «Long Agos and Worlds Apart» (Ian McLagan) – 2:35 4. «Rene» (Marriott, Lane) – 4:29 5. «Song of a Baker» (Marriott, Lane) – 3:15 6. «Lazy Sunday» (Marriott, Lane) – 3:05 Cara 2 1. «Happiness Stan» (Marriott, Lane) – 2:35 2. «Rollin' Over» (Marriott, Lane) – 2:50 3. «The Hungry Intruder» (Marriott, Lane, McLagan) – 2:15 4. «The Journey» (Marriott, Lane, McLagan, Kenney Jones) – 4:12 5. «Mad John» (Marriott, Lane) – 2:48 6. «HappyDaysToyTown» (Marriott, Lane) – 4:17 |
5. | • Playmates (1977)                                                                                                                                                                                                                                                                                                                                                                                                                                                                                                           |
| --- |
| (Atlantic Records) Cara 1 1. «High and Happy» (Steve Marriott) – 2:42 2. «Never Too Late» (Marriott, Ian McLagan) – 3:50 3. «Tonight» (McLagan, John Pidgeon) – 2:47 4. «Saylarvee» (Marriott) – 2:17 5. «Find It» (Marriott, McLagan, Kenney Jones) – 6:01 Cara 2 1. «Lookin' for a Love» (J. W. Alexander, Zelda Samuels) – 3:13 2. «Playmates» (Marriott) – 3:37 3. «This Song's Just For You» (Marriott, McLagan) – 4:06 4. «Drive-In Romance» (McLagan, Pidgeon) – 5:11 5. «Smilin' in Tune» (Marriott, McLagan) – 4:44 |

- | • 78 in the Shade (1978)                                                                                                                                                                                                                                                                                                                                                                                                                                                                                                           |
| --- |
| (Atlantic Records) Cara 1 1. «Over Too Soon» (Steve Marriott, Ian McLagan) – 3:07 2. «Too Many Crossroads» (Marriott, McLagan) – 2:18 3. «Let Me Down Gently» (McLagan, John Pidgeon) – 3:38 4. «Thinkin' About Love» (Rick Wills) – 3:46 5. «Stand by Me (Stand by You)» (Marriott) – 3:26 Cara 2 1. «Brown Man Do» (Marriott) – 3:02 2. «Real Sour» (McLagan, Pidgeon) – 3:55 3. «Soldier» (Joe Brown) – 4:04 4. «You Ain't Seen Nothing Yet» (Marriott, McLagan, Wills, Kenney Jones) – 2:59 5. «Filthy Rich» (Marriott) – 2:39 |

Recopilatoris i directes
- From the Beginning (Decca Records, 1967)
- In Memoriam (Immediate Records, 1969)
- The Autumn Stone (Immediate Records, 1969)
- The Best Of Small Faces (Summit Records, 1995)
- The Decca Anthology 1965-1967 (Decca/Deram Records, 1996)
- The BBC Sessions (Strange Fruit Records, 1999)
- Ultimate Collection (Sanctuary Records, 2003)
- Colour Collection (Universal Music, 2007)
- Here Come The Nice. The Immediate Years (Immediate/Charly Records, 2013)
- Greatest Hits - The Immediate Years 1967-1969 (Immediate/Charly Records, 2014)
- The Decca Years 1965-1967 (Decca/Universal, 2015)
- Live 1966 (Nice Records, 2021)

Singles
- "Whatcha Gonna Do About It"/"What's a Matter Baby" (6 d'agost de 1965) #14
- "I've Got Mine"/"It's Too Late" (5 de novembre de 1965)
- "Sha-La-La-La-Lee"/"Grow Your Own" (28 de gener de 1966) #3
- "Hey Girl"/"Almost Grown" (10 de maig de 1966) #10
- "All or Nothing"/"Understanding" (5 d'agost de 1966) #1
- "My Mind's Eye"/"I Can't Dance With You" (11 de novembre de 1966) #4
- "I Can't Make It"/"Just Passing" (3 de març de 1967) #26
- "Patterns"/"E Too D"/ (26 de maig de 1967) #51
- "Here Come The Nice"/"Talk to You" (2 de juny de 1967) #12
- "Itchycoo Park"/"I'm Only Dreaming" (4 d'agost de 1967) #3
- "Tin Soldier"/"I Feel Much Better" (2 de desembre de 1967) #9
- "Lazy Sunday"/"Rollin' Over" (5 d'abril de 1968) #2
- "The Universal"/"Donkey Rides, a Penny, a Glass" (28 de juny de 1968) #16
- "Afterglow (Of Your Love)"/"Wham Bam Thank You Mam" (7 de març de 1969) #36
- "Itchycoo Park" (reedició)/"My Way of Giving" (13 de desembre de 1975) #9
- "Lazy Sunday" (reedició)/"(Tell Me) Have You Ever Seen Me?" (20 de març de 1976) #39